# Quérilo de Samos
Quérilo de Samos fue un poeta épico del siglo V a. C. Escribió que Tales fue el primero en enunciar la inmortalidad del alma.  Su obra principal se llamó Perseida, acerca de las luchas contra los persas, y los escasos fragmentos que se conservan de la misma tienen afinidades con la obra de Heródoto. Por ello se ha supuesto que Quérilo pudo tomar a Heródoto como modelo o bien haberse nutrido de fuentes comunes. Se considera el último representante de la antigua poesía épica homerizante. Plutarco relata que Lisandro buscaba la compañía de Quérilo para que éste escribiera acerca de sus hazañas. Existen dudas sobre si pudo escribir un drama donde se mencionaba al río Erídano, o si en cambio dicha tragedia debiera ser a tribuida a otro Quérilo.